# خواکین فرناندز (بازیکن فوتبال، زاده ۱۹۹۶)
خواکین فرناندز (انگلیسی: Joaquín Fernández؛ زادهٔ ۳۱ مهٔ ۱۹۹۶) بازیکن فوتبال اهل اسپانیا است.
از باشگاه‌هایی که در آن بازی کرده‌است می‌توان به باشگاه فوتبال رئال وایادولید و باشگاه فوتبال آلمریا اشاره کرد.
وی همچنین در تیم‌های ملی فوتبال زیر ۱۶ سال اسپانیا، زیر ۱۷ سال اسپانیا، و زیر ۱۸ سال اسپانیا بازی کرده‌است.